# Thallium(I)-bromid
Thallium(I)-bromid ist eine chemische Verbindung aus der Gruppe der Thalliumverbindungen und Bromide.

## Vorkommen
Thallium(I)-bromid kommt natürlich als Mischform mit Thallium(I)-chlorid in Form des sehr seltenen Minerals Lafossait vor.

## Gewinnung und Darstellung
Thallium(I)-bromid lässt sich durch Reaktion von Thallium(I)-sulfat oder Thallium(I)-nitrat mit reinem Bromwasserstoff gewinnen.
{\displaystyle \mathrm {Tl_{2}SO_{4}+2\ HBr\longrightarrow 2\ TlBr} }

## Eigenschaften
Thallium(I)-bromid ist ein schwach grünlichgelber Feststoff, welcher praktisch unlöslich in Wasser ist. Es ist frisch hergestellt schwach grünlichgelb, wird am Licht aber dunkel. Es besitzt eine Kristallstruktur vom Cäsiumchlorid-Typ (a = 397 pm).

## Verwendung
Thallium(I)-bromid wird als Mischkristall zusammen mit Thallium(I)-iodid als Thalliumbromidiodid bei der abgeschwächte Totalreflexion Spektroskopie eingesetzt.